# 朱燾
朱 燾（しゅ とう、生没年不詳）は、中国の東晋の軍人。本貫は義陽郡。子は東晋の征虜将軍朱序。東晋の勢力拡大に貢献した。

## 生涯
東晋に仕え、揚烈将軍王允之の司馬に任じられていた。
咸和3年（328年）5月、朝廷の実権を奪った驃騎将軍蘇峻に対し、撫軍将軍王舒は義軍を起こして抵抗した。王舒は朱燾・王允之・将軍徐遜・陳孺に精鋭3千を与え、武康に拠る蘇峻軍を急襲した。不意をつかれた蘇峻軍は、斬首数百の被害を出し、舟等で敗走した。王允之は蘇峻軍の器械を接収、輔国将軍虞潭を支援した。
咸和4年（329年）2月、蘇峻の部将の韓晃・馬雄が故鄣に転進した。王允之は朱燾・何準らを虞潭の助勢に向かわせ、戦闘に及んだ。虞潭軍は強弩を用い、韓晃らを敗走させ、斬首千余、降伏2千を得た。
安西将軍庾翼の司馬に任じられた。
永和元年（345年）6月、南蛮校尉に任じられ、1千の兵で巴陵を守った。
7月、庾翼が亡くなった後、庾翼の部将の干瓚・戴羲が反乱を起こし、冠軍将軍曹拠を殺害した。朱燾は安西長史江虨・建武司馬毛穆之・将軍袁真らとともに反乱を鎮圧した。
龍驤将軍に任じられた。
永和5年（349年）4月、益州刺史周撫とともに、皇帝を自称する范賁を斬り、益州を平定した。
西蛮校尉・益州刺史に任じられた。
これ以後、朱燾の事績は史書に記されていない。